# Boxi (Künstler)
Boxi (* 1974 in Kent) ist ein britischer Urban-Art-Künstler. 1996 beendete Boxi sein Studium an Londons St. Martins School of Art mit einem BA in Malerei. Seit dem Jahr 2000 lebt und arbeitet er in Berlin.

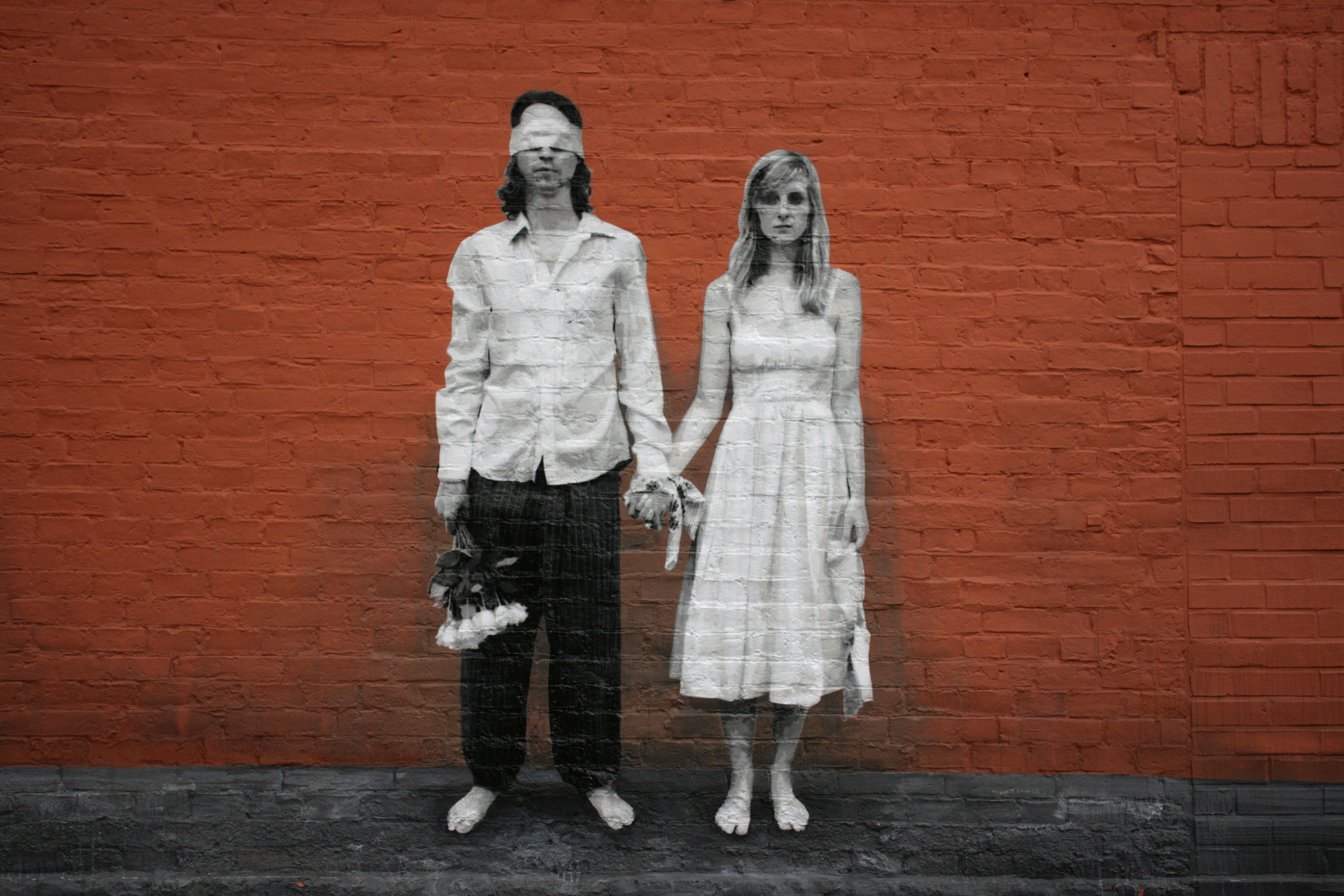
Stencil-Arbeit „To die for“ von Boxi, in Lüneburg; entstanden 2009 im Rahmen der ARTotale

## Werk
Boxi zählt zu den Stencil-Künstlern. Er produziert vielschichtige Schablonen in Lebensgröße, die er von Hand ausschneidet und sowohl auf der Straße als auch in Galerien ausstellt. Dabei wird die volle Wirkung der Schablonen meist erst durch deren Platzierung in der städtischen Landschaft oder im Rahmen einer Installation erzielt.

„Boxi ruft den individuellen Prozess der Wahrnehmung ins Bewusstsein und entlarvt die verbreitete Tendenz, Dinge nur oberflächlich zu rezipieren. Mit seinen Interventionen in alltäglich erscheinende Objekte oder Situationen hinterfragt er das Sichtbare und verdeutlicht, dass endgültige Wahrheiten nicht gezeigt werden können.[…] Neben eindeutigen Bezügen zur Malerei der Romantik, zu den Anfängen der Konzeptkunst und zu Marcel Duchamps Entwicklung des Readymade, hat Boxi sich intensiv mit Picassos Pastellzeichnung „The Embrace“ (L’étreinte) aus dem Jahr 1903 auseinandergesetzt.“

In Zusammenarbeit mit dem Hamburger Straßenmagazin Hinz&Kunzt brachte Boxi die zweite StrassenKunstEdition heraus. Zweimal jährlich bietet das Magazin Werke von Streetart-Künstlern in limitierter Auflage zum Verkauf an.
Seine Werke sind in Kunstsammlungen vertreten, unter anderem in der Sammlung Reinking.

## Ausstellungen
- 2008: fresh air smells funny, Kunsthalle Dominikanerkirche, Osnabrück.[4][5]
- 2008: Call it what you like! Collection Rik Reinking, KunstCentret Silkeborg Bad, Dänemark.[6][7]
- 2009: ARTotale der Leuphana Universität Lüneburg.[8][9]
- 2009: Urban-Art – Werke aus der Sammlung Reinking, Weserburg Museum für moderne Kunst, Bremen.[10][1]
- 2011: Street Art – meanwhile in deepest east anglia, thunderbirds were go…, Von der Heydt-Museum, Kunsthalle Barmen, Wuppertal.[11][12]
- 2013: HANSEstreetartWORKS, Marta Herford Museum, Herford.[13]
- 2013: POESIA – Werke aus der Sammlung Reinking, Städtische Galerie Delmenhorst, Delmenhorst.[14]
- 2014: Existenzielle Bildwelten | Sammlung Reinking, Weserburg Museum für moderne Kunst, Bremen.[15]
- 2014: Beyond melancholia. Sammlung Reinking | Museum für Völkerkunde Hamburg | 1, Museum für Völkerkunde Hamburg, Hamburg.[16]